# Список аеропортів Шрі-Ланки

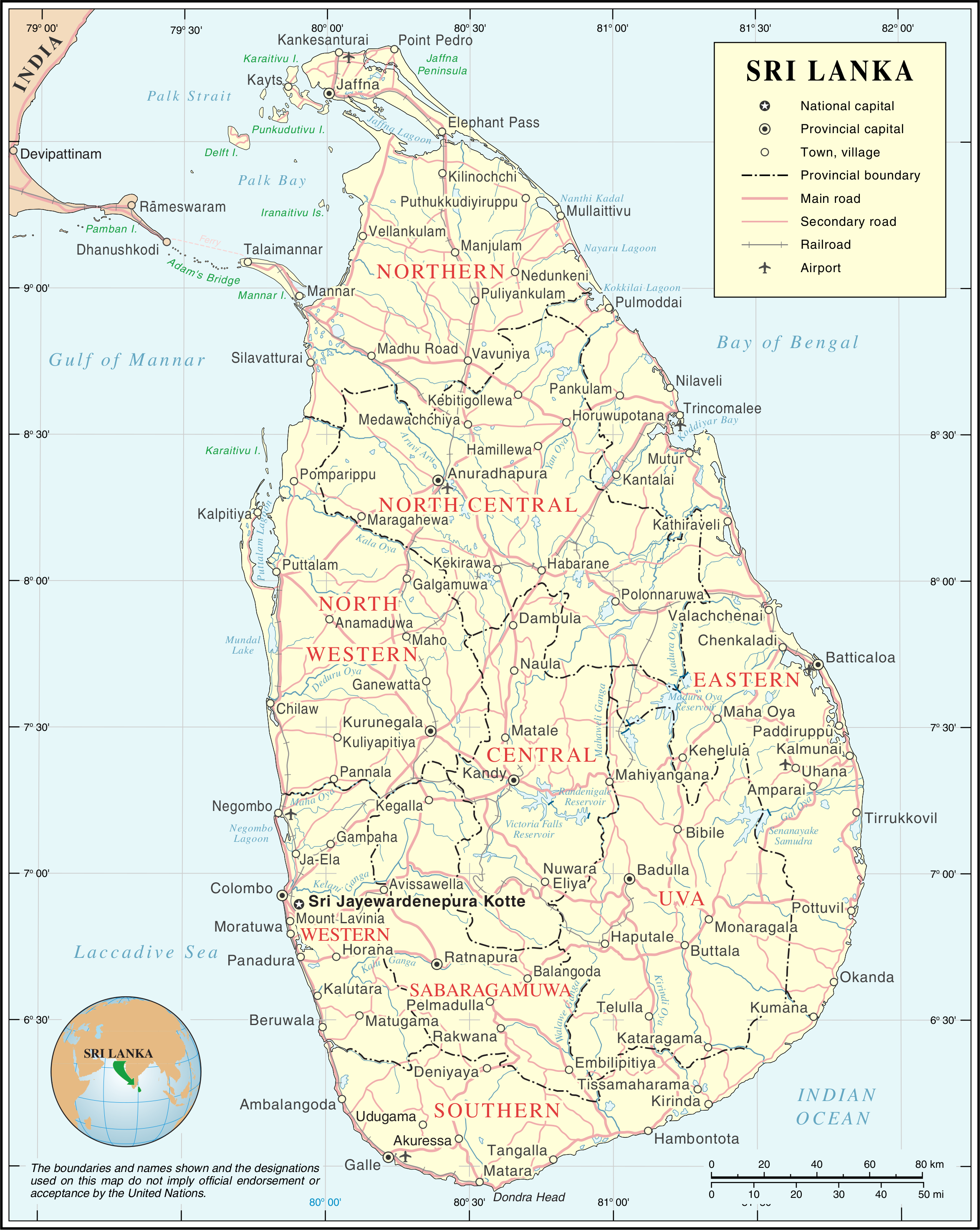
Карта Шрі-Ланки

Це список аеропортів у Шрі-Ланці.

## Аеропорти

### Міжнародні аеропорти
| Місто      | Провінція | ICAO | IATA | Назва аеропорту                                  | Використання           | Злітно-посадкові смуги                    | Координати                                                           |
| ---------- | --------- | ---- | ---- | ------------------------------------------------ | ---------------------- | ----------------------------------------- | -------------------------------------------------------------------- |
| Коломбо    | Західна   | VCBI | CMB  | Міжнародний аеропорт імені Соломона Бандаранаїке | Громадський/Військовий | 3 350 м (10 990 фут) 4 000 м (13 000 фут) | 07°10′52″ пн. ш. 79°53′06″ сх. д. / 7.18111° пн. ш. 79.88500° сх. д. |
| Коломбо    | Західна   | VCCC | RML  | Аеропорт Ратмалана                               | Громадський/Військовий | 2 000 м (6 600 фут)                       | 06°49′23″ пн. ш. 79°53′12″ сх. д. / 6.82306° пн. ш. 79.88667° сх. д. |
| Хамбантота | Південна  | VCRI | HRI  | Міжнародний аеропорт Маттала Раджапакса          | Громадський            | 3 500 м (11 500 фут)                      | 06°17′10″ пн. ш. 81°07′32″ сх. д. / 6.28611° пн. ш. 81.12556° сх. д. |

### Регіональні аеропорти
| Місто        | Провінція           | ICAO | IATA | Назва аеропорту            | Використання           | Злітно-посадкові смуги | Координати                                                           |
| ------------ | ------------------- | ---- | ---- | -------------------------- | ---------------------- | ---------------------- | -------------------------------------------------------------------- |
| Ампара       | Східна              | VCCG | ADP  | Аеропорт Ампара (Гал-Оя)   | Військовий/Громадський | 1 097 м (3 599 фут)    | 07°20′15″ пн. ш. 81°37′32″ сх. д. / 7.33750° пн. ш. 81.62556° сх. д. |
| Анурадхапура | Північно-центральна | VCCA | ACJ  | Аеропорт Анурадхапура      | Військовий/Громадський | 1 493 м (4 898 фут)    | 08°18′05″ пн. ш. 80°25′41″ сх. д. / 8.30139° пн. ш. 80.42806° сх. д. |
| Баттікалоа   | Східна              | VCCB | BTC  | Аеропорт Баттікалоа        | Військовий/Громадський | 1 066 м (3 497 фут)    | 07°42′18″ пн. ш. 81°40′38″ сх. д. / 7.70500° пн. ш. 81.67722° сх. д. |
| Дамбулла     | Центральна          | VCCS | GIU  | Аеропорт Сігірія           | Військовий/Громадський | 1 768 м (5 801 фут)    | 07°57′21″ пн. ш. 80°43′41″ сх. д. / 7.95583° пн. ш. 80.72806° сх. д. |
| Ґалле        | Південна            | VCCK | KCT  | Аеропорт Когала            | Військовий/Громадський | 958 м (3 143 фут)      | 05°59′38″ пн. ш. 80°19′16″ сх. д. / 5.99389° пн. ш. 80.32111° сх. д. |
| Хамбантота   | Південна            | VCCW | WRZ  | Аеропорт Віравіла          | Військовий/Громадський | 1 225 м (4 019 фут)    | 06°15′17″ пн. ш. 81°14′07″ сх. д. / 6.25472° пн. ш. 81.23528° сх. д. |
| Джафна       | Північна            | VCCJ | JAF  | Аеропорт Джафна (Палалі)   | Військовий/Громадський | 2 305 м (7 562 фут)    | 09°47′32″ пн. ш. 80°04′12″ сх. д. / 9.79222° пн. ш. 80.07000° сх. д. |
| Калутара     | Західна             | VCCN | KTY  | Аеропорт Катукурунда       | Військовий/Громадський | 975 м (3 199 фут)      | 06°33′06″ пн. ш. 79°58′45″ сх. д. / 6.55167° пн. ш. 79.97917° сх. д. |
| Канді        | Центральна          |      |      | Аеропорт Канді (Будується) | Військовий/Громадський | 2 000 м (6 600 фут)    |                                                                      |
| Кіліноччі    | Північна            |      |      | Аеропорт Іранамаду         | Військовий/Громадський | 1 500 м (4 900 фут)    | 09°18′19″ пн. ш. 80°29′15″ сх. д. / 9.30528° пн. ш. 80.48750° сх. д. |
| Міннерія     | Північно-центральна | VCCH | HIM  | Аеропорт Хінгуракгода      | Військовий/Громадський | 2 200 м (7 200 фут)    |                                                                      |
| Путталам     | Північно-західна    |      |      | Аеропорт Палаві            | Військовий/Громадський |                        | 07°58′48″ пн. ш. 79°51′24″ сх. д. / 7.98000° пн. ш. 79.85667° сх. д. |
| Тринкомалі   | Східна              | VCCT | TRR  | Аеропорт Чайна-Бей         | Військовий/Громадський | 2 397 м (7 864 фут)    | 08°32′22″ пн. ш. 81°10′54″ сх. д. / 8.53944° пн. ш. 81.18167° сх. д. |
| Вавунія      | Північна            | VCCV |      | Аеропорт Вавунія           | Військовий/Громадський | 1 524 м (5 000 фут)    | 08°44′28″ пн. ш. 80°29′52″ сх. д. / 8.74111° пн. ш. 80.49778° сх. д. |

### Аеродроми
| Місто             | Провінція        | ICAO | IATA | Назва аеропорту                                 | Використання | Злітно-посадкові смуги | Координати |
| ----------------- | ---------------- | ---- | ---- | ----------------------------------------------- | ------------ | ---------------------- | ---------- |
| Ампара            | Східна           |      | AFK  | Танковий аеродром Кондаваттаван                 |              |                        |            |
| Аругам-Бей        | Східна           |      | AYY  | Аеродром Аругам-Бей-Лагун                       |              |                        |            |
| Баттікалоа        | Східна           |      |      | Аеродром Леді-Маннінг-Драйв                     |              |                        |            |
| Бентота           | Південна         |      | BJT  | Аеропорт Бентота                                |              |                        |            |
| Кастлрай          | Центральна       |      | NUF  | Аеродром Кастлрайського водосховища             |              |                        |            |
| Коломбо-Дандугама | Західна          |      | DGM  | Водний аеродром Дандугама                       |              |                        |            |
| Коломбо-Пеліягода | Західна          |      | KEZ  | Аеродром Пеліягода                              |              |                        |            |
| Дамбулла          | Центральна       |      | DBU  | Танковий аеродром Іббанкатува (Дамбулу Оя Танк) |              |                        |            |
| Діквелла          | Південна         |      | DIW  | Аеропорт Мавелла-Лагун                          |              |                        |            |
| Хамбантота        | Південна         |      | HBT  | Танковий аеродром Бандагірія                    |              |                        |            |
| Іранамаду         | Північна         |      | IRU  | Аеродром Іранамаду                              |              |                        |            |
| Джафна            | Північна         |      |      | Аеродром Джафна                                 |              |                        |            |
| Калпітія          | Північно-західна |      |      | Аеродром Калпітія                               |              |                        |            |
| Канді-Полголла    | Центральна       |      | KDZ  | Аеродром Полголлського водосховища              |              |                        |            |
| Канді-Вікторія    | Центральна       |      | KDW  | Аеродром Вікторія Дам                           |              |                        |            |
| Когала            | Південна         |      | KCT  | Аеродром Когала-Лагун                           |              |                        |            |
| Нувара-Елія       | Центральна       |      | NUA  | Аеродром Грегорі-Лейк                           |              |                        |            |
| Пасікуда          | Східна           |      | PQD  | Аеродром Пасікуда                               |              |                        |            |
| Тісамахарама      | Південна         |      | TTW  | Танковий аеродром Тісса                         |              |                        |            |
| Тринкомалі        | Східна           |      | THW  | Аеродром Тринкомалі-Харбор                      |              |                        |            |